# Cerianthus incertus
Cerianthus incertus är en korallart som beskrevs av Louis Roule 1904. Cerianthus incertus ingår i släktet Cerianthus och familjen Cerianthidae. Inga underarter finns listade i Catalogue of Life.